# Heather Clarke
Pour les articles homonymes, voir Clarke.
Heather Clarke, née le 25 juillet 1958 à Stouffville (Ontario), est une rameuse canadienne.

## Biographie

### Famille
Sa fille Avalon Wasteneys est une rameuse de haut-niveau ayant participé aux Jeux olympiques d'été de 2020 tandis que sa sœur, Christine Clarke, a participé aux Jeux olympiques d'été de 1984, aussi en aviron.

### Carrière
Heather Clarke est médaillée d'argent en deux de couple avec Lisa Robertson aux Jeux du Commonwealth de 1986 à Édimbourg.
Aux Jeux olympiques d'été de 1988 à Séoul, elle fait partie du quatre avec barreur féminin terminant à la septième place.